# Миколаївська селищна рада (Білопільський район)
Микола́ївська се́лищна ра́да (до 2016 року — Жовтнева) — орган місцевого самоврядування в Білопільському районі Сумської області. Адміністративний центр — селище міського типу Миколаївка.

## Загальні відомості
- Населення ради: 6 361 особа (станом на 2001 рік)

## Населені пункти
Селищній раді підпорядковані населені пункти:
- смт Миколаївка
- с. Аркавське
- с. Бутовщина
- с. Веселе
- с. Гостинне
- с. Жолобок
- с-ще Зоряне
- с-ще Калинівка
- с. Пащенкове
- с. Самара
- с. Стрільцеве
- с. Сушилине
- с-ще Тімірязєвка
- с-ще Шевченківка

## Склад ради
Рада складається з 30 депутатів та голови.
- Голова ради: Ігнатьєв Іван Анатолійович
- Секретар ради: Гончаренко Тетяна Іванівна

### Керівний склад попередніх скликань
| Прізвище, ім'я, по батькові | Основні відомості                                                | Дата обрання | Дата звільнення |
| --------------------------- | ---------------------------------------------------------------- | ------------ | --------------- |
| Пасько Сергій Михайлович    | Селищний голова, 1981 року народження, освіта вища, безпартійний | 25.10.2020   |                 |
| Федина Ігор Олексійович     | Селищний голова, 1979 року народження, освіта вища, безпартійний | 31.10.2010   |                 |

Примітка: таблиця складена за даними сайту Верховної Ради України

### Депутати
За результатами місцевих виборів 2010 року депутатами ради стали:

#### За суб'єктами висування
| Суб'єкт висування                 | Кількість обраних депутатів | %    |
| --------------------------------- | --------------------------- | ---- |
| Політична партія «Сильна Україна» | 10                          | 33,3 |
| Самовисування                     | 9                           | 30   |
| Політична партія «Наша Україна»   | 8                           | 26,7 |
| Партія регіонів                   | 2                           | 6,7  |
| Народна партія                    | 1                           | 3,3  |

#### За округами
| № округу                          | Прізвище, ім'я, по батькові     | Дата визнання обраним | Освіта             | Партійна приналежність                  | Відомості про обраного депутата                              |
| --------------------------------- | ------------------------------- | --------------------- | ------------------ | --------------------------------------- | ------------------------------------------------------------ |
| Народна Партія                    |                                 |                       |                    |                                         |                                                              |
| 3                                 | Сіряченко Віктор Іванович       | 02.11.2010            | середня            | член Народної партії                    | ДП Сумський лісгосп, майстер лісу                            |
| Партія регіонів                   |                                 |                       |                    |                                         |                                                              |
| 5                                 | Гаранжа Валентина Григорівна    | 02.11.2010            | вища               | член Партії регіонів                    | приватний підприємець, директор                              |
| 27                                | Лісовенко Андрій Вікторович     | 02.11.2010            | середня            | член Партії регіонів                    | агрофірма «Калинівська-2005», обліковець                     |
| Політична партія «Наша Україна»   |                                 |                       |                    |                                         |                                                              |
| 4                                 | Лисенко Віктор Павлович         | 02.11.2010            | вища               | позапартійний                           | Жовтнева загальноосвітня школа, вчитель                      |
| 10                                | Пінчук Микола Іванович          | 02.11.2010            | середня            | член Політичної партії «Наша Україна»   |                                                              |
| 13                                | Левченко Володимир Іванович     | 02.11.2010            | середня спеціальна | позапартійний                           | ПАТ «Сумигаз», слюсар                                        |
| 14                                | Щербина Володимир Якович        | 02.11.2010            | вища               | член Політичної партії «Наша Україна»   | Жовтнева загальноосвітня школа, директор                     |
| 17                                | Юрченко Олександр Миколайович   | 02.11.2010            | вища               | член Політичної партії «Наша Україна»   | приватний підприємець                                        |
| 21                                | Стець Іван Миколайович          | 02.11.2010            | вища               | член Політичної партії «Наша Україна»   | ВАТ Жовтневе РТП, керівник виробництва                       |
| 26                                | Юрченко Микола Павлович         | 02.11.2010            | середня спеціальна | член Політичної партії «Наша Україна»   | ТОВ Ук-Аз «Дружба», технічний керівник                       |
| 30                                | Шевченко Олександр Іванович     | 02.11.2010            | вища               | член Політичної партії «Наша Україна»   | Жовтнева загальноосвітня школа, майстер виробничого навчання |
| Політична партія «Сильна Україна» |                                 |                       |                    |                                         |                                                              |
| 1                                 | Дурницький Григорій Миколайович | 02.11.2010            | вища               | позапартійний                           | пенсіонер                                                    |
| 7                                 | Уривай Тетяна Федорівна         | 02.11.2010            | середня спеціальна | позапартійна                            | ООО «Дім, сад, город», завідувачка                           |
| 9                                 | Шумейко Володимир Васильович    | 02.11.2010            | вища               | позапартійний                           | приватний підприємець                                        |
| 11                                | Ковтун Ніна Степанівна          | 02.11.2010            | середня спеціальна | член Політичної партії «Сильна Україна» | приватний підприємець                                        |
| 12                                | Долгозвяга Олексій Петрович     | 02.11.2010            | середня спеціальна | позапартійний                           | пенсіонер                                                    |
| 15                                | Мусієнко Микола Дмитрович       | 02.11.2010            | середня спеціальна | позапартійний                           |                                                              |
| 18                                | Ляшенко Юрій Анатолійович       | 02.11.2010            | вища               | позапартійний                           | СМПО ім. Фрунзе, охоронець                                   |
| 19                                | Шматенко Павло Петрович         | 02.11.2010            | середня спеціальна | позапартійний                           | Ук-Аз «Дружба», начальник цеху механізації                   |
| 24                                | Черниш Олег Вікторович          | 02.11.2010            | середня спеціальна | позапартійний                           | Жовтнева дільниця держветмедицини, ветфельдшер               |
| 25                                | Костюченко Наталія Василівна    | 02.11.2010            | вища               | позапартійна                            | Самарська загальноосвітня школа, директор                    |
| Самовисування                     |                                 |                       |                    |                                         |                                                              |
| 2                                 | Стрілець Валентина Петрівна     | 02.11.2010            | середня            | член Партії регіонів                    | пенсіонер                                                    |
| 6                                 | Демченко Микола Вікторович      | 09.01.2011            | вища               | позапартійний                           | ТОВ а/ф «Вікторія», голова ревізійної комісії                |
| 8                                 | Ткаленко Геннадій Миколайович   | 02.11.2010            | середня            | позапартійний                           |                                                              |
| 16                                | Білоцерківець Віктор Іванович   | 02.11.2010            | середня            | позапартійний                           | дошкільний навчальний заклад «Берізка», сторож               |
| 20                                | Дерконос Андрій Олександрович   | 02.11.2010            | середня            | позапартійний                           | Жовтневий цукрозавод, менеджер постачання                    |
| 22                                | Іванченко Віра Костянтинівна    | 02.11.2010            | вища               | позапартійна                            | Жовтнева селищна рада, секретар                              |
| 23                                | Бойко Оксана Вікторівна         | 02.11.2010            | вища               | позапартійна                            | дошкільний навчальний заклад «Берізка», вихователь           |
| 28                                | Демченко Олег Миколайович       | 09.01.2011            | вища               | позапартійний                           | ТОВ а/ф «Вікторія», агроном                                  |
| 29                                | Посний Леонід Вікторович        | 09.01.2011            | середня            | позапартійний                           | ТОВ а/ф «Вікторія», головний інженер                         |